# Alchemilla glyphodonta
Alchemilla glyphodonta é uma espécie de rosácea do gênero Alchemilla, pertencente à família Rosaceae.